# Brassicales
Brassicales is een botanische naam, voor een orde in het plantenrijk: de naam is gevormd uit de familienaam Brassicaceae. Een orde onder deze naam wordt zo af en toe erkend door systemen van plantentaxonomie, waaronder het APG-systeem (1998) en het APG II-systeem (2003).
De orde bestaat volgens APG II-systeem (2003) uit de volgende families:
- orde Brassicales
  - familie Akaniaceae

[+ familie Bretschneideraceae ]
  - familie Bataceae
  - familie Brassicaceae oftewel Cruciferae (Kruisbloemenfamilie)
  - familie Capparaceae (Kappertjesfamilie)
  - familie Caricaceae (Papajafamilie)
  - familie Emblingiaceae
  - familie Gyrostemonaceae
  - familie Koeberliniaceae
  - familie Limnanthaceae (Moerasbloemfamilie)
  - familie Moringaceae
  - familie Pentadiplandraceae
  - familie Resedaceae (Resedafamilie)
  - familie Salvadoraceae
  - familie Setchellanthaceae
  - familie Tovariaceae
  - familie Tropaeolaceae (Klimkersfamilie)

NB: de familie tussen "[+ ... ]" is optioneel.
Het Cronquist-systeem (1981) bevatte een orde met een enigszins vergelijkbare samenstelling onder de naam Capparales, alhoewel met minder soorten. De toenmalige familie Capparaceae is door APG II ingevoegd bij de familie Brassicaceae.